# Kanō Kōkichi

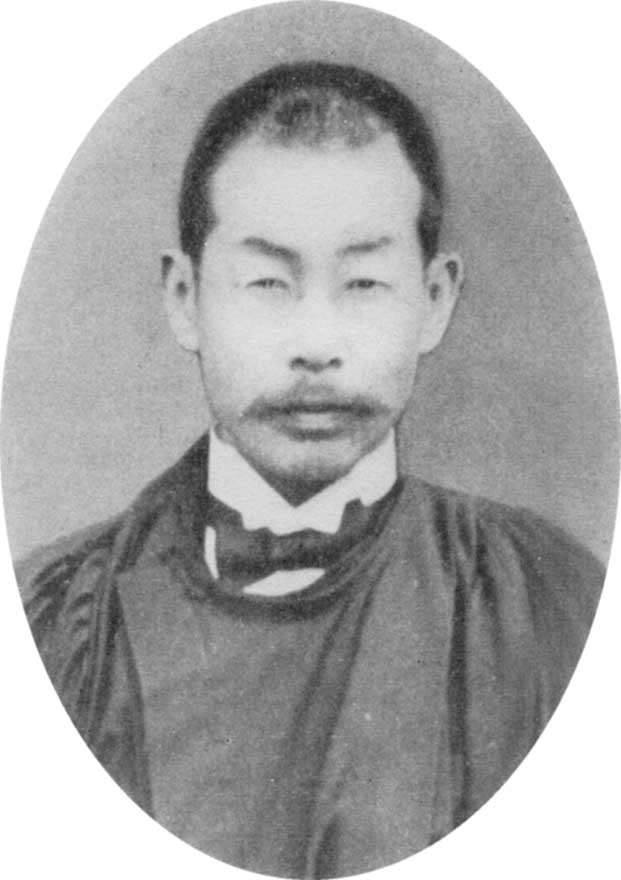
Kanō Kōkichi

Kanō Kōkichi (japanisch 狩野 亨吉; geboren 17. September 1865 in Ōdate (Provinz Dewa); gestorben 22. Dezember 1942 in Tokio) war ein japanischer Gelehrter.

## Leben und Wirken
Kanō Kōkichi war zweiter Sohn des Gelehrten Kanō Ryōchi (狩野 良知; 1829–1906). Er studierte ab 1888 an der Universität Tokio Mathematik, machte 1891 seinen Abschluss an der Universität im Fach Philosophie. Nachdem er an der  „4. und 6. Oberschule alter Art“ gelehrt hatte, war er von 1898 bis 1906 Direktor der „1. Oberschule“ (第一高等学校, Daiichi kōtō gakkō) und gab der Schule besonderes Ansehen. Danach wurde er Professor an der Universität Kyōto und schließlich Präsident der Universität.
Kanō verbrachte sein ganzes Leben als Junggeselle und war für seine Exzentrizität bekannt. Aber er war Gelehrter und studierte Ethik vom Standpunkt eines Naturforschers und eines Atheisten. Er stellte Andō Shōeki (安藤 昌益; 1703–1762) vor, einen bahnbrechenden Forscher in der Geschichte des japanischen naturwissenschaftlichen Denkens. 1895 gab er „Konton bunban zusetsu“ (混沌分判図説) heraus, ein Teil des „Rekishō shinsho“ (暦象新書) von Shizuki Tadao (志筑 忠雄; 1760–1806), einem Rangaku-Gelehrten. Die „Konton bunban zusetsu“ bewertete er höher als die kosmologische Kant-Laplace-Theorie.
1908, nachdem Kanō von der Universität Kyōto verabschiedet worden war, investierte er in das Unternehmen eines seiner Schüler. Da die Firma bankrottging und Schulden hatte, verkaufte er eine große Anzahl von Büchern über die Buchagentur „Daidō Yōgyō“ (大同洋行) von Ishimoto Keikichi (石本 恵吉). So kamen von 1912 bis 1913 mehr als 100.000 wertvolle Bücher an die Universität Tōhoku, die diese Sammlung in der Universitätsbibliothek als „Kanō Bunko“ (狩野文庫) aufbewahrt.
Kanō war mit Gelehrten wie Kōda Rohan (1867–1947) und Naitō Torajirō (1866–1934) befreundet, zog sich jedoch 1941 aufgrund eines Konflikts mit dem Kultusministerium aus der Öffentlichkeit zurück. Später öffnete er das „Meikansha“ und begutachtete die kalligraphischen Arbeiten.
Bestattet wurde Kanō auf dem Friedhof Tama in der Präfektur Tokio.